# Aloe laxissima
Aloe laxissima é uma espécie de liliopsida do gênero Aloe, pertencente à família Asphodelaceae.